# 仙台市立上杉山通小学校
仙台市立上杉山通小学校（せんだいしりつ かみすぎやまどおりしょうがっこう）は、宮城県仙台市青葉区上杉一丁目に位置する公立小学校。学制にもとづいて仙台市に初めて設置された7つの小学校のうちの1つ。通称は「上小」（かみしょう）。
2021年の児童数は985人、34学級、教職員54人。

## 概要
仙台市都心部に位置する小学校であり、最盛期は1年間に1000人を超える児童が入学したが、少子化とドーナツ化現象により1990年代から2000年代前期は最も少ないときで1学年2クラス編成にまで陥る年もあった。しかし、学区内（主に北仙台地区）に高層マンションが乱立するようになり、都心回帰の傾向もあって、2023年（令和5年）現在では1・2・3・4・5年生は5クラス、6年生は4クラス編成まで回復している。学力向上フロンティアの指定校に、仙台市立上杉山中学校と共に選ばれている。仙台市でも有数のマンモス校である。
宮城県庁、宮城県議会議事堂、仙台市役所、宮城県警本部、NHK仙台放送局、仙台放送本社、FM仙台放送局、東北電力本社ビル、NTTドコモ本社ビルを徒歩5分圏内に持つ市中心部に位置する。　
2011年（平成23年）3月11日に発生した東日本大震災（東北地方太平洋沖地震）発生直後、上杉近隣では、市内中心部に通勤・通学していて帰宅困難となった帰宅難民が多数発生したが、同校の立地的責務上、体育館、教室を直ちに避難所として開放し、隣接学区となっている仙台市立東二番丁小学校、仙台市立木町通小学校、仙台市立北六番町小学校とともに、約4000人を超える帰宅難民被災者を収容した。この様子はNHK、ロイター通信、AP通信を通じて、避難所開設の第一報として全世界へ実況配信された。
非常に長い歴史を持つ伝統校で、改築工事が行われ、旧校舎は取り壊された。児童の増加により2017年（平成29年）には現在の新校舎が出来上がり、体育館・プール・校庭まで全て新しくなった。
学区が仙台市立上杉山中学校の学区とほぼ同一であるため、卒業生の大半は同校に進学する。

## 歴史

### 「大仏前」時代
本校は、学制にもとづいて仙台に初めて設置された7つの小学校の1つである。1873年（明治6年）6月25日、三番小学校の校名で創立し、他の6校が7月開校だったため開校日はわずかに早かった。校地は、大仏前通り（おぼとけまえどおり） を挟んで、現在の錦町公園の向かい側にあった宝光院 の境内だった。設立時の仮教師は2名、生徒数は男429名・女230名の計659名であった。
翌1874年（明治7年）、所在地の町名を採って大仏前（おぼとけまえ）小学校と改称したが、翌1875年（明治8年）には美称を作って知類小学校になった。

### 「外記丁」時代
1878年（明治11年）に大仏前から外記丁と北一番丁がつくる交差点の東南角に移転。翌1879年（明治12年）、市内の小学校の名をまた地名からとることになったため、知類小学校から外記丁小学校に改称した。
1879年（明治12年）6月2日、郡区町村編制法下の仙台区が第1回仙台区会を開いたとき、会場になった。

### 「上杉山通」時代
1889年（明治22年）に上杉山通に移転し、上杉山通尋常小学校に改称。これ以降は「小学校」部分の正式名称が「国民学校」などに変わるだけで、「上杉山通」という固有名は変わらないできている。
2004年に現在の本校舎が建てられたが、周辺地域のマンション乱立による児童数増加に伴って2012年、校庭にプレハブ校舎が建てられた。
2016年には本校舎南側のプール跡地に新校舎が増設。工事中はプールが使えないため、宮城教育大学附属小学校や仙台市立北六番丁小学校や仙台市立上杉山中学校、仙台市立木町通小学校などのプールをかりていた。全フロアが本校舎と接続されている。また、場所不足によりプールは屋上へ、狭い校庭を補うために一階には軽運動場（広さ128平方メートル）が作られた。児童数に対応するため家庭科室や図工室、理科室や職員室が２つずつ設置されるなど珍しい設備が整っている。

## 交通アクセス
- 仙台市地下鉄南北線

　　北四番丁駅より徒歩6分
　　勾当台公園駅より徒歩９分
- 宮城交通バス利用

　　仙台駅より上杉山通経由宮城学院行き乗車、上杉山通小学校前で下車すぐ

## 校地周辺
上杉山通小学校は仙台市中心部の上杉地区にある小学校である。校地の周りは教育施設や行政機関が密集しているため、市内有数の文教地区となっている。
宮城県庁、宮城県議会議事堂、仙台市役所、宮城県警本部、NHK仙台放送局、仙台放送本社、FM仙台放送局、東北電力本社ビル、NTTドコモ本社ビルを徒歩5分圏内に持つ市中心部に位置する。　
また、徒歩数分のところに、仙台進学プラザ上杉校や、仙台錬成会上杉本部、ひのき進学教室上杉教室などがあり、教育施設が密集した地域である。

## 部活動
部活動は吹奏楽部と合唱部の２つがあり、希望参加となっている。各部ごと新入部員募集期間があり期間内に入部届を顧問に提出すれば入部することができる。この他に学校外部のスポーツ少年団などに所属している児童も多い。

### 吹奏楽部の活動
学校内の吹奏楽部もとても盛んに活動しており、2003年度（平成15年度） - 2004年度（平成16年度）にはマーチングバンド・バトントワーリング東北大会に連続出場し、ついに2005年度（平成17年度）には埼玉スーパーアリーナで開催されたマーチングバンド・バトントワーリング全国大会に出場した。
上記の大会以外にも、3月に行われていた「吹奏楽部卒業演奏発表会」は毎年盛大に行われ現役部員はもちろん、引退したobとの合同演奏もあった。現在は合唱部との「合唱部・吹奏楽部卒業合同演奏会」という形になっている。
主な活動経歴
- 1984年（昭和59年） - 全日本吹奏楽コンクール全国大会　　　「海の歌」（R・ミッチェル）
- 1984年（昭和59年）度～2008年（平成20年）度 - 吹奏楽コンクール宮城県大会24年連続出場

- 1985年（昭和60年） - 全日本吹奏楽コンクール東北大会金賞　「海の肖像」　（H・ラガッシー）

- 1989年（平成元年） - 全日本吹奏楽コンクール東北大会金賞代表「スペイン奇想曲」より　（N・リムスキー・コルサコフ）
- 2001年（平成13年） - 国民体育大会「新世紀みやぎ国体」にて夏季大会競技役員団の入退場演奏を担当
  - 委嘱作品として作曲家の内藤淳一が「新しい時代を越えて」を作曲し世界初演
  - 秋季大会アトラクション演奏としても「アメリカ」をテーマにしたマーチングを披露
- 2002年（平成14年） - 東北支部代表として北海道で行われた全国小学校管楽器合奏フェスティバルに参加
- 2003年（平成15年） - マーチングバンド・バトントワーリング東北大会初出場
- 2004年（平成16年） - マーチングバンド・バトントワーリング東北大会2年連続出場
- 2005年（平成17年） - 全日本小学校バンドフェスティバル出場、グッドサウンド賞受賞
  - マーチングバンド・バトントワーリング全国大会銀賞受賞
  - 仙台市教育委員会教育功績者表彰　受賞
- 2018年（平成30年） - 全日本吹奏楽コンクールでは、青葉・泉区地区大会（会場は仙台市民会館）、ゴールド金賞で宮城県大会（イズミティ２１）に進み、宮城県大会でもゴールド金賞を受賞し、県代表校に選ばれる。東北大会（北上市文化交流センター さくらホール）でもゴールド金賞を受賞。東北代表校に選ばれ、小学校では全国大会に当たる東日本学校吹奏楽大会（会場、イズミティ２１）に出場し平成元年以来３０年ぶりとなるゴールド金賞を受賞。

　　曲は、鈴木英史作曲の「大いなる約束の大地チンギスハーン」
- 2019年（令和元年） - 全日本吹奏楽コンクールでは青葉・泉地区大会突破、宮城県大会は最優秀の団体に贈られる海鉾義美賞を受賞。県代表校に選ばれる。東北大会（青森市のリンクステーションホール青森）は二年連続のゴールド金賞受賞。曲は「梁塵秘抄〜熊野古道の幻想〜」福島弘和作曲。

　　また、東北吹奏楽の日演奏会出演や、アンサンブルコンテストなど多くの活動を行っている。

### 合唱部の活動
合唱部もNHK全国学校音楽コンクールやtbcこども音楽コンクールの他、外部でのコンサートや学校内でのミニコンサートも行っている。

## 委員会活動
5・6年生の児童はいずれかの委員会に所属することとなっている。委員会ごとの定例の活動のほか、毎月５時間目終了後に集まりがある。

### 計画委員会
毎月の代表委員会の司会進行運営、その他学校の行事の計画などを行う。

### 運動委員会
運動を促す動画やポスターを作ったり、業間、昼休みの校庭、体育館の見回りなどを行う。

### 保健委員会
水道の石鹸の補充や水質検査、健康に関するポスターや動画での呼びかけなどを行う

### 掲示委員会
掲示物の張替えや作成を行う。

### 図書委員会
図書室での本の貸出業務や、本の紹介、図書まつりの運営、図書館利用の呼びかけを行う。

### 放送委員会
朝、昼の校内放送を行う。また、行事での放送の手伝いも行う。

### 新聞委員会
学校新聞の作成、掲示をする。

### 奉仕委員会
ペットボトルキャップ回収や一円玉募金、ベルマーク回収などの奉仕活動を行う。

### 生活委員会
あいさつの呼びかけや、廊下の見回りを行う。

### 緑化委員会
学校前花壇の管理や年一回のイベントの運営、準備を行う。

### 給食委員会
給食下膳時に配膳室で手伝いをする。完食賞の発行など残食を減らす呼びかけもする。

## クラブ活動
4から6年生は全員が所属となっている。毎年年度末にクラブ決めがあり、各学年一定人数入部希望がない場合そのクラブは消滅となる。
逆に人数が多く集まりすぎると後日くじ引きかじゃんけんにより人数が絞られる。また、新しいクラブを設立することもできる。
以下はクラブの例

### 運動系クラブ
- 卓球クラブ
- ダンスクラブ
- テニスクラブ
- 野球クラブ
- 陸上クラブ
- 鬼ごっこクラブ
- バドミントンクラブ
- 風船バレークラブ
- バスケットボールクラブ
- ドッジボールクラブ

### 文化系クラブ
- パソコンクラブ
- イラストクラブ
- カード・ボードゲームクラブ
- 工作クラブ
- 実験クラブ（人数が多いため毎年AとBに分かれる）
- 家庭科クラブ
- 一輪車クラブ
- 日本文化クラブ
- 合奏クラブ
- 図書クラブ
- 鉄道クラブ

## 代表委員会
毎月一回、各委員会委員長と一部の計画委員が参加して代表委員会が行われる。月によって様々のことが話し合われ、議決される。

## 行事

### 運動会
毎年6月頃に上杉地区大運動会として行われる。各学年リレーや短距離走の他、2年生はジンギスカン、4年生は仙台すずめ踊り、6年生は南中ソーランを披露する。
また、地域参加の種目もあり、観戦は子供会ごととなっている。

### 夏祭り
毎年7月頃に行われる。４から6年生が各クラスがお店を2店ずつ出店し（4年生は同じ店を2つ）全学年でそれらを周って楽しむ。
毎年、映画館やゲームセンター、射的など非常に多くの店があり、とても盛り上がる。1年生を中心に迷子が多発し、迷子センターも設けられている。

### 学習発表会
毎年11月頃に行われる。各学年がこの日のために合唱や合奏、劇の練習をしており、それらの発表となっている。児童公開と保護者公開の2回が行われ、児童公開では全校児童が、保護者公開ではその学年の保護者を中心に多くの客が入る。本番までの1か月くらいは毎日練習があり、特別時間割となっている。

### 学年ごとの主な行事
校外学習は除く

### 1年生
- 入学式
- 学校探検　2年生の案内で校舎を巡る。
- 遠足　みちのく杜の湖畔公園と八木山動物公園の２回
- 2年生との交流会　2月頃　毎年行事名は違うものの２年生が出したお店を1年生が楽しむ。

### 2年生
- 入学式　一部の児童が1年生に音読やなわとび、一輪車を披露する。
- 学校探検　1年生に校舎を案内する。
- 町探検　上杉の街にある店や県庁に班ごとに分かれていき、話を聞く。

### 3年生
- 校外学習　工場、スーパーマーケット、ユニバーサルデザイン探しなど。

### 4年生
- 二分の一成人式　10歳になりこれまでの感謝や将来について保護者の前で発表する。

### 5年生
- 野外活動　登山や野外炊飯、リクリエーションを行う。例年は泉ヶ岳のオーエンス泉岳自然ふれあい館で行われるが、2021年度は蔵王で行った。

### 6年生
- 修学旅行　例年は福島県会津若松方面に行くが、年によっては岩手県などのこともある。

## 学校の歌

### 校歌
作詞は山形県出身の随筆家である結城哀草果、作曲は音楽教育家として東北各地の学校の校歌を作曲した海鋒義美。この校歌は２代目で昭和２４年に制定されている。
校庭の桜などの今はない当時の学校の情景が歌われている。

#### 歌詞[9]
１．朝日たださす仙台市　　　　　２．庭に桜の花の色
　　上杉山の若き子は　　　　　　　　空の高嶺に光あり
　　知能優れて品高く　　　　　　　　上杉山の若き子は
　　体鍛えて学ぶかな　　　　　　　　眉目優れてきう高く
　　ゆくゆく国を担えよと　　　　　　ゆくゆく国を導くと
　　常に培う小学校　　　　　　　　　手を取り学ぶ小学校
　　日々に新し小学校　　　　　　　　進みやまざる小学校

### わかば会の歌
作詞は木下奈美、作曲は上杉山中学校校歌の作曲者でもある福井文彦。わかば児童会の歌である。おもに児童会主催行事で歌われる。

#### 歌詞[10]
１．みんながみんなが明るくなるように　　２．みんながみんなが希望を持つように
　　みんながみんなが楽しくなるように　　　　みんなのみんなの願いが叶うよう
　　正しい意見を出し合って　　　　　　　　　進んで力を合わせ合い
　　若葉のように伸びようよ　　　　　　　　　若葉のように伸びようよ
　　ランラランランランランラ　　　　　　　　ランラランランランランラ
　　若葉会　　　　　　　　　　　　　　　　　若葉会

## 所在地
〒980-0011 宮城県仙台市青葉区上杉一丁目10番1号

## 近隣施設

### 北
- 勝山公園
- 仙台放送本社

- 七十七銀行上杉支店
- 上杉山中学校
- 宮城教育大学附属小学校
- 宮城教育大学附属中学校
- 仙台北警察署

### 西
- 北四番丁駅
- 青葉区役所

### 東
- かんぽ生命保険仙台サービスセンター
- 上杉児童館
- 上杉公園

### 南
- NTTドコモ東北ビル
- 仙台北税務署
- 錦町公園
- NHk仙台放送局
- エフエム仙台本社
- 宮城県庁
- 仙台市役所
- 勾当台公園
- 勾当台公園駅